# 拉豪
拉豪是奥地利施蒂利亚州克尼特尔费尔德县的一个市镇。总面积104.93平方公里，总人口680人，人口密度6.5人/平方公里（2005年）。